# Mannetjesereprijs
Mannetjesereprijs (Veronica officinalis) is een zodevormende vaste plant uit de weegbreefamilie (Plantaginaceae). De plant komt van nature voor in Eurazië.
De plant wordt 10-50 cm hoog en heeft kruipende, aan de top opstijgende stengels. De stengel is gelijkmatig behaard. De kortgesteelde bladeren zijn elliptisch of omgekeerd eirond met ondiep gekartelde of gezaagde bladranden. Het blad is 1,5-5 × 1-3 cm groot en zachtbehaard.
Mannetjesereprijs bloeit van mei tot augustus met lichtblauwe, donkergeaderde, 6-8 mm grote bloemen. Er komen ook planten voor met donkerblauwe, roze of witte bloemen. De bloeiwijze is een tros.
De vrucht is een doosvrucht, die langer is dan de kelk.

## Plantengemeenschap
Mannetjesereprijs is een kensoort voor het verbond van heischrale graslanden (Violion caninae). De plant komt voor op droge, matig voedselarme grond in kort grasland, vergraste heide of op kapvlakten.
Tevens is het een indicatorsoort voor het droog heischraal grasland (hn), een karteringseenheid in de Biologische Waarderingskaart (BWK) van Vlaanderen en het Brussels Hoofdstedelijk Gewest.

## Gebruik
De plant is rijk aan vitaminen, tanninen en het glycoside aucuboside. Plantenextracten worden gebruikt voor diverse kwalen.